# U-276
Unterseeboot 276 foi um submarino alemão do Tipo VIIC, pertencente a Kriegsmarine que atuou durante a Segunda Guerra Mundial.

## Comandantes
| Comandante           | Data                                          |
| -------------------- | --------------------------------------------- |
| Oblt. Jürgen Thimme  | 9 de dezembro de 1942 - 19 de outubro de 1943 |
| Kptlt. Rolf Borchers | 20 de outubro de 1943 - 18 de julho de 1944   |
| Kptlt. Heinz Zwarg   | 19 de julho de 1944 - 29 de setembro de 1944  |

## Subordinação
Durante o seu tempo de serviço, esteve subordinado às seguintes flotilhas:
| Período                                         | Flotilha                                  |
| ----------------------------------------------- | ----------------------------------------- |
| 9 de dezembro de 1942 - 29 de fevereiro de 1944 | 8. Unterseebootsflottille (treinamento)   |
| 1 de março de 1944 - 1 de julho de 1944         | 1. Unterseebootsflottille (serviço ativo) |
| 1 de julho de 1944 - 29 de setembro de 1944 3   | 1. Unterseebootsflottille (-)             |